# Thrixion aberrans
Thrixion aberrans là một loài ruồi trong họ Tachinidae.